# Moutier
Pour les articles homonymes, voir Moutier (homonymie).
Pour l’article ayant un titre homophone, voir Moutiers.
 (avril 2023).
Si vous disposez d'ouvrages ou d'articles de référence ou si vous connaissez des sites web de qualité traitant du thème abordé ici, merci de compléter l'article en donnant les références utiles à sa vérifiabilité et en les liant à la section « Notes et références ».
Moutier (ancien nom allemand : Münster) est une commune suisse du canton de Berne, située dans l'arrondissement administratif du Jura bernois.
En 2021, une majorité de citoyens de Moutier décident de rejoindre le canton du Jura. Ce changement devrait avoir lieu le 1er janvier 2026.

## Géographie

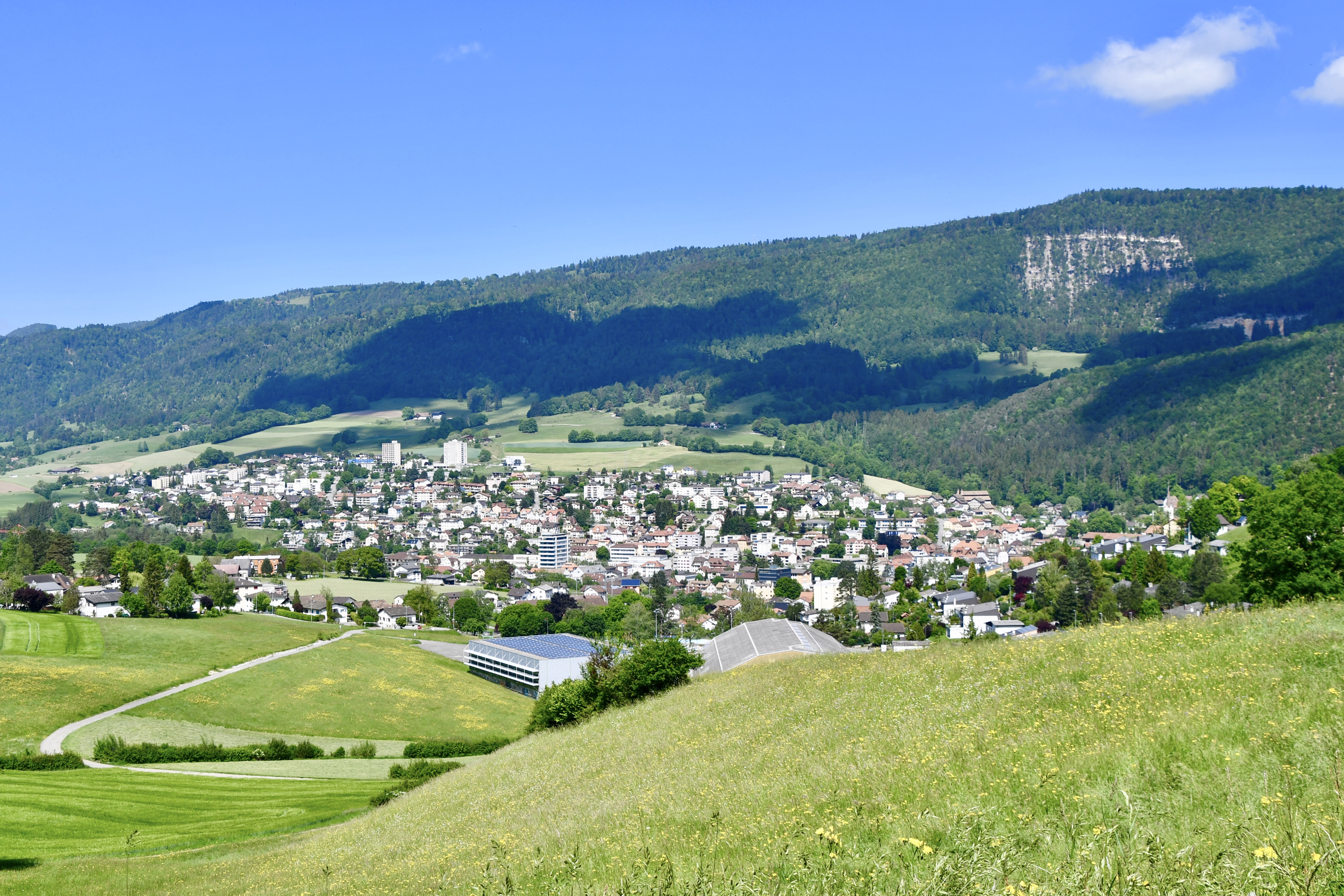
Vue sur la ville.

Moutier se trouve au milieu de l'arc jurassien entre les villes de Bienne et de Delémont. La ville se situe à l’intersection d’un synclinal (Petit-Val et Grand-Val) et de deux cluses (gorges de Court et gorges de Moutier). Le plus haut point de la commune culmine à 1 270 m, sur le Graitery. Les autres points les plus élevés se situent à 1 037 m sur le Mont Girod, à 1 000 m sur le Mont Raimeux et à 1 158 m sur la Montagne de Moutier. La commune a une superficie de 1 961 hectares.
La Birse qui traverse le Grand Val du sud au nord, perpendiculairement à la chaîne du Jura, forme d’importantes gorges en amont (Gorges de Court à travers les anticlinaux de Graitery) et en aval de Moutier (Gorges de Moutier à travers les anticlinaux de Mont Raimeux). Ces deux cluses montrent parfaitement les plissements du Jura. Ces gorges sont reconnues comme site géologique d'importance européenne alors que la forêt du Raimeux est considérée par les autorités du canton de Berne comme une réserve naturelle à protéger.
Moutier fait partie de la région Jura & Trois-Lacs, une destination touristique articulée autour de la chaîne du Jura et des lacs de Neuchâtel, Bienne et Morat.

## Population et société

### Gentilé et surnoms
Les habitants de la commune se nomment les Prévôtois.
Ils sont surnommés les Lètche-Potche ou Latche-potches, soit ceux qui lèchent les louches en patois jurassien, et les Lètche-Poutratte, soit ceux qui lèchent les petites louches.

### Démographie
Moutier compte 7 171 habitants au 31 décembre 2023 pour une densité de population de 366 hab/km2. Sur la période 2010-2019, sa population a diminué de −1,1 % (canton : 6,1 % ; Suisse : 9,4 %).  

## Histoire

### Histoire générale

#### Origines
Durant l'époque romaine, on ne franchissait ni les gorges de Moutier, ni celles de Court. La route romaine, venant de Pierre Pertuis par la vallée de Tavannes, passait donc par Champoz. Elle se dirigeait ensuite vers Crémines et Vermes pour rejoindre la vallée de Delémont. Rien n'atteste la présence d'une agglomération romaine sur le site actuel de Moutier.

#### Moyen Âge
Durant le haut Moyen Âge, l'histoire de Moutier est étroitement liée à l'abbaye de Moutier-Grand Val. Selon le texte hagiographique relatant la vie de Saint Germain, premier abbé de la fondation colombanienne, la fondation de Moutier (qui signifie « monastère » en ancien français) remonte à l'an 640. La célèbre bible de Moutier-Grandval, document richement illustré et conservé à la British Library, témoigne sans ambages de l'importance du monastère prévôtois. Elle fut offerte aux moines de Moutier par Hugues de Tours vers 835 et porte en ses enluminures le style du scriptorium de la cité tourangelle. En l'an 999, l'abbaye de Moutier-Grand Val est donnée par Rodolphe III, roi de Bourgogne, à la principauté épiscopale de Bâle. Elle est à l'origine de la puissance temporelle du prince-évêque de Bâle. La souveraineté de l'abbaye de Moutier-Grand Val sur ses propriétés est confirmée par Charles le Gros dans un acte daté du 24 mars 878 et qui s'avère être également le plus ancien document des archives de l'État de Berne.
Aux environs de 1120, les moines sont supplantés par des chanoines séculiers et Moutier devient alors une Prévôté. Les chanoines, afin de se départir d’une trop forte puissance de princes-évêques de Bâle, cherchent des alliances du côté des Suisses. La Prévôté de Moutier devient « combourgeoise » des villes de Bâle en 1407, de Soleure en 1462 et de Berne en 1486.

#### Plusieurs changements de territoires
En 1792, la principauté épiscopale de Bâle, vassale du Saint-Empire romain germanique, s'effondre face aux troupes de la Révolution française. La République française s'empare alors de son territoire. Dans le même temps, les Prévôtois décident de se donner un gouvernement provisoire. Le 17 décembre de la même année, les autorités françaises proclament la République rauracienne, qualifiée de « République sœur ». Cette dernière regroupe uniquement les actuels districts de Delémont, Porrentruy, Franches-Montagnes, Laufon, ainsi que les régions de La Courtine et du Birseck. La France vise, cependant, l'annexion de l'ancien Évêché dans son ensemble. Le 23 mars 1793, la République rauracienne est dissoute et annexée au territoire français le 25 mars pour former le département du Mont-Terrible, à l'exception du bailliage de Schliengen, situé de l'autre côté du Rhin. Les régions protestantes du sud, comprenant les actuels districts de Courtelary, La Neuveville et Bienne ainsi que la prévôté de Moutier-Grandval, abrite une majorité d'anabaptistes avait fui les persécutions des villes et des régions du Plateau suisse. Formant ainsi une minorité alémanique significative, ceux-ci bénéficient de l'épargnement grâce à leurs alliances avec la Confédération suisse, notamment avec Berne et Fribourg. Cependant, cette neutralité prend fin avec l'invasion de la Suisse par Napoléon en 1798,. Ces régions, ainsi que la ville de Bienne, sont alors intégrées au département du Mont-Terrible. Le 17 février 1800, le Mont-Terrible est dissous et ses territoires sont rattachés au département du Haut-Rhin.
La défaite de Napoléon entraîne une redistribution des territoires européens. Lors des négociations du congrès de Vienne, le territoire jurassien, désigné comme la « principauté de Porrentruy », et avec elle Moutier, est rattachée au canton de Berne. L'Acte de Réunion est signé le 14 novembre 1815 à Bienne, le canton de Berne intégrant le Jura à son territoire le 21 décembre 1815.

#### Ville bernoise
La première industrie à Moutier n’est autre que la verrerie, fondée en 1842 par un certain Auguste Célestin Châtelain. Cette entreprise perdurera jusqu’en 2017. La seconde plus ancienne industrie prévôtoise voit le jour en 1849 ; c’est la « Société Industrielle », manufacture d’horlogerie qui emploiera jusqu’à 500 personnes et ne produira pas moins de 40 000 montres par année dans les années 1870. Elle n’est bien entendu pas étrangère à l’implantation d’une fabrique de tours automatiques vers 1880 sous l’impulsion de Nicolas Junker. Par la suite, trois fabricants de machines-outils se livreront une saine concurrence, faisant de Moutier l’épicentre mondial de ce domaine : Tornos, Bechler et Pétermann.
Notons que le chemin de fer est présent avec la gare de Moutier à partir de 1876 et que, s’il n’est pas à l’origine de l’industrialisation de la vallée tout entière, participe par son implantation tardive au développement d’une industrie légère à haute valeur ajoutée telle que l’horlogerie.

#### Question jurassienne
Durant toute la seconde moitié du XXe siècle, Moutier se trouve au cœur des enjeux de la Question jurassienne. C'est dans cette ville que naissent plusieurs organisations et mouvements séparatistes.
Lors du vote du 1er mars 1970, portant sur l'additif aux nouvelles dispositions constitutionnelles concernant le Jura, accepté par 86,47 % de l'électorat bernois, Moutier se prononce également en faveur de cette mesure. Ce vote établit les modalités d'organisation du plébiscite jurassien, structuré en trois étapes selon le principe de la « votation en cascade ». Lors du premier plébiscite du 23 juin 1974 portant sur la création d'un canton du Jura, Moutier s'exprime contre avec 2 194 voix contre 2 124 (soit à 50,8 %). Au total, dans les sept districts historiques, la création d'un nouveau canton est approuvée par 36 802 voix contre 34 057. Le 16 mars 1975, lors du deuxième plébiscite organisé dans les districts ayant voté contre le 23 juin 1974, la question posée est : « Voulez-vous continuer de faire partie du canton de Berne ? ». La population de Moutier répond favorablement, avec 2 524 voix pour et 2 238 contre (soit à 53 %). Le 7 septembre 1975, les communes limitrophes du nouveau canton du Jura sont invitées à se prononcer à nouveau sur leur appartenance cantonale. Moutier vote en faveur du canton de Berne, avec 2 450 voix pour et 2 151 contre (soit à 54,1 %). Cependant, Moutier reste un important bastion séparatiste, où la majorité des autorités communales est séparatiste depuis 1982[réf. nécessaire].
En 1984, l'« Affaire des caisses noires bernoises » éclate. Le Gouvernement bernois a versé illégalement 730 000 francs aux formations antiséparatistes pour mener campagne durant les sous-plébiscites de 1975. Cette affaire relance les revendications jurassiennes à Moutier.
Le 29 novembre 1998, lors d'un vote consultatif organisé par les séparatistes, les citoyens de Moutier rejettent de justesse le rattachement de leur commune au canton du Jura, enregistrant 1 932 voix en faveur de Berne contre 1 891 voix (soit à 50,5 %) pour le Jura. Le résultat sera invalidé[pourquoi ?] par le Conseil-exécutif bernois.

Le 25 mars 1994, l'« Accord Berne-Jura » est signé par le Conseil fédéral, le Conseil-exécutif bernois et le Gouvernement jurassien. Cet accord stipule que les trois gouvernements doivent engager un dialogue entre les deux cantons en vue de résoudre politiquement la Question jurassienne. L'« Accord de la Déclaration d'intention » signé le 20 février 2012 stipule que les populations du canton du Jura et du Jura bernois seront appelées à se prononcer sur l'opportunité de discuter de la création d'un nouveau canton commun, regroupant l'actuel canton du Jura et le Jura bernois. Le 24 novembre 2013, la population du canton du Jura se prononce en faveur de la création d'un nouveau canton commun contrairement aux habitants du Jura bernois qui plébiscitent à une forte majorité leur maintien dans le canton de Berne. Cependant, au sein du Jura bernois, seules deux communes se prononcent en faveur de cette initiative : Moutier et Belprahon,. À Moutier, le scrutin a abouti à 2 008 voix en faveur et 1 619 voix contre, ce qui représente un taux de 55,4 % des suffrages exprimés. Étant donné les résultats divergents entre le canton du Jura et le Jura bernois, l'idée d'un canton commun est abandonnée. Les deux communes favorables peuvent cependant, par le biais d'un référendum et dans un délai de deux ans, demander à rejoindre le canton du Jura.

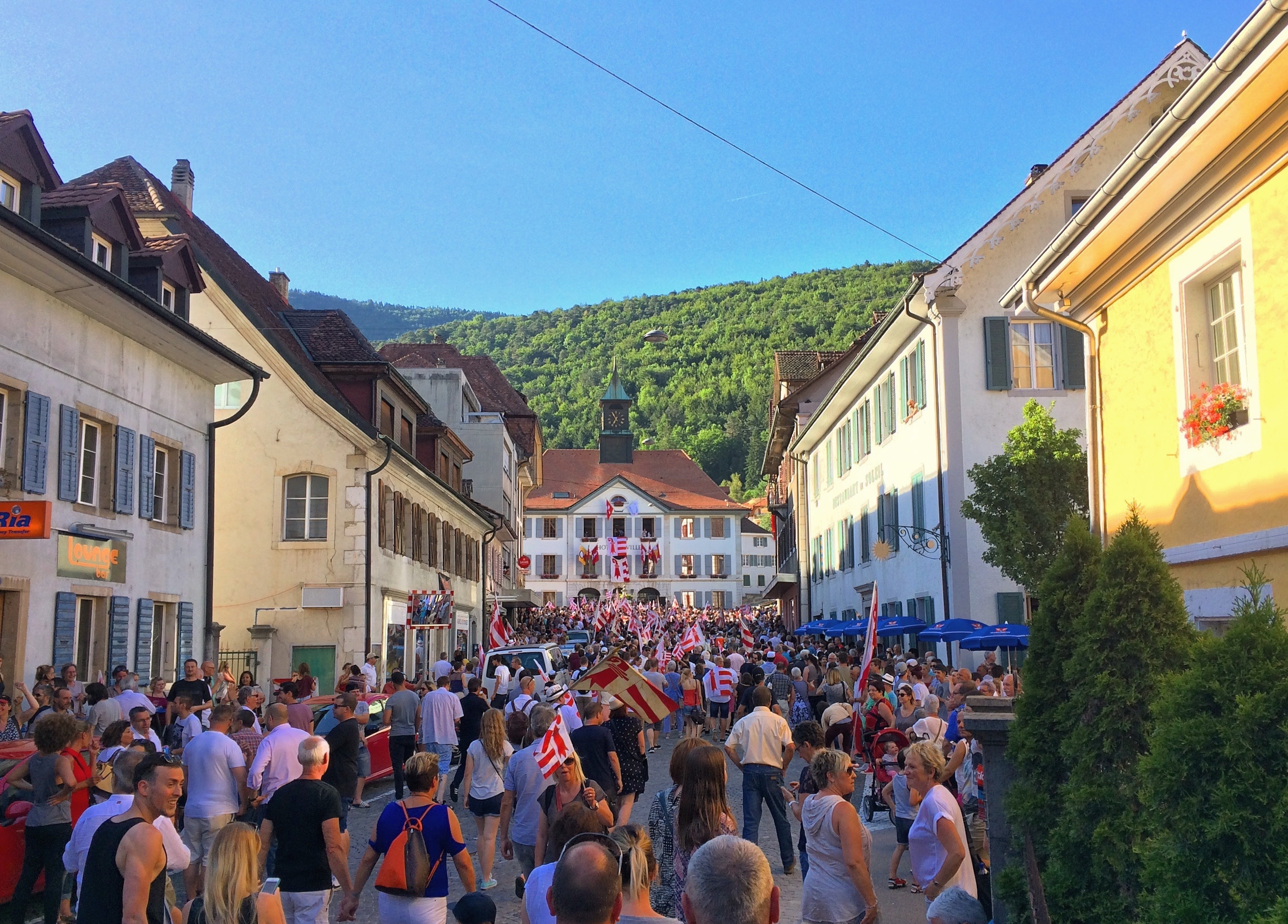
Le cortège des pro-Jurassiens lors du résultat du vote communaliste du 18 juin 2017, qui est favorable au canton du Jura.

Le 18 juin 2017, le corps électoral prévôtois se prononce en faveur de son rattachement au canton du Jura avec 51,72 % des voix, avec 2 067 oui contre 1 930 non, soit 137 voix d'écart. Le taux de participation atteint 89,72 %,. Le changement de canton était prévu, au plus tôt, pour le 1er janvier 2021. Dans les jours suivants, seize recours sont déposés contestant les résultats de la votation.
La votation prévôtoise du 18 juin 2017 est annulée par la préfecture de l'arrondissement administratif du Jura bernois le 2 novembre 2018, en raison de « problèmes de neutralité dans la propagande électorale émise par la commune et de manquements graves dans l'organisation du scrutin »,. Les autorités communales de Moutier déposent un recours, rejeté par le Tribunal administratif du canton de Berne le 23 août 2019,.

Le 12 septembre 2019, une réunion réservée aux Prévôtois projurassiens est organisée pour fournir au Conseil municipal une recommandation concernant la possibilité de recourir au Tribunal fédéral ou d'organiser un nouveau vote. Les participants décident, par 399 voix contre 18, de ne pas saisir le Tribunal fédéral et d'organiser un nouveau vote. L'exécutif local confirme cette décision le 2 octobre 2019, fixant comme objectif de date le 21 juin 2020. Le 6 octobre 2020, lors de la Conférence tripartite, composée des délégations des gouvernements jurassien et bernois ainsi que d'une délégation du Conseil municipal de Moutier, une date de compromis est arrêtée : le 28 mars 2021.

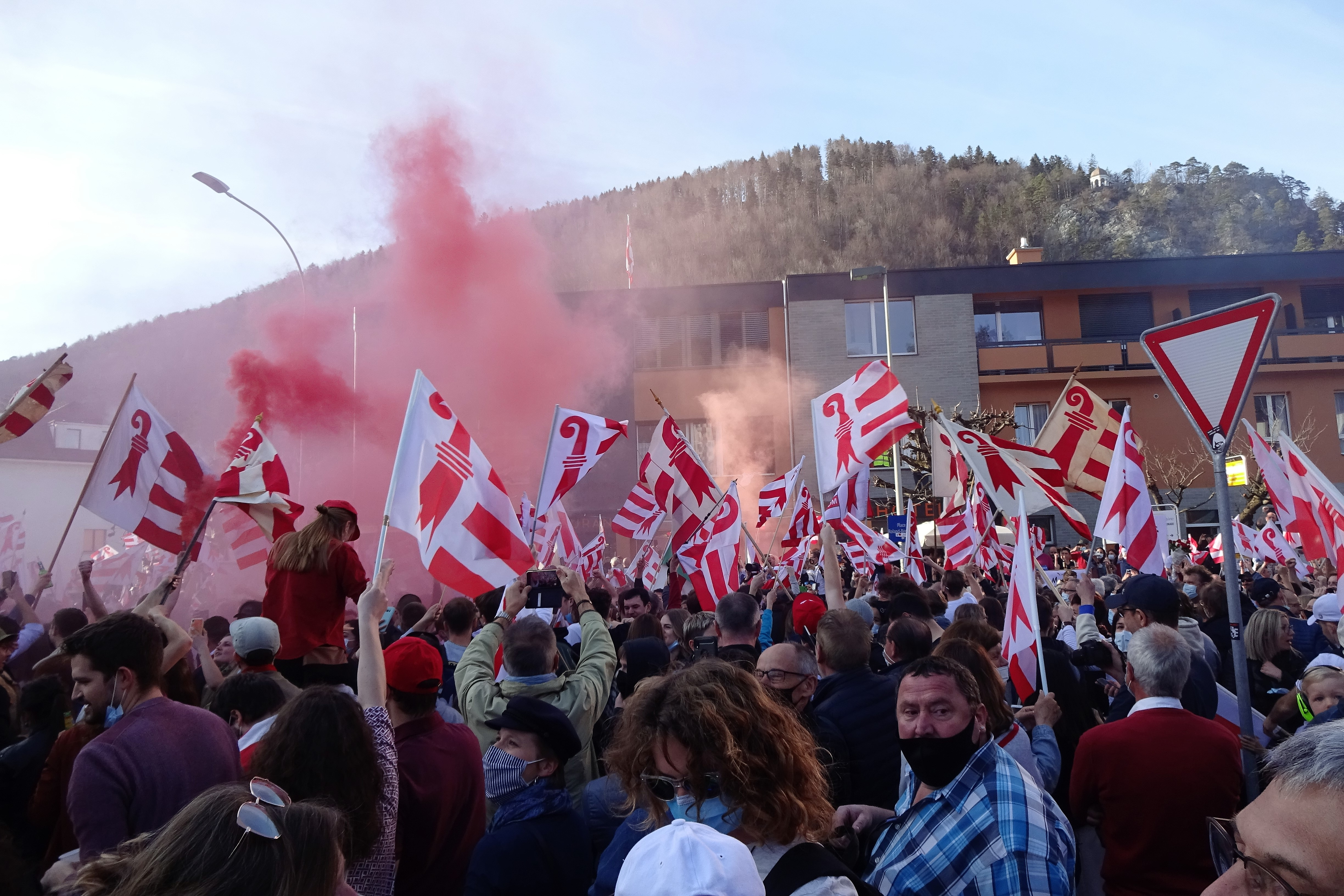
Sur la place de la Gare, ou place Roland Béguelin, le 28 mars 2021, les autonomistes saluent l'annonce du « oui » au canton du Jura, devant l'Hôtel de la gare, haut lieu du mouvement jurassien.

Le 28 mars 2021, lors de la nouvelle votation, la majorité des habitants de Moutier, par 2 114 voix contre 1 740, soit 54,9 %, décide de rejoindre le canton du Jura. Le taux de participation est de 88 %. Cependant, le transfert doit encore être accepté par les parlements et les populations des deux cantons, ainsi que par l'Assemblée fédérale pour ce qui est du changement de territoire. Le canton du Jura annonce le jour même qu'il s'attend à ce que l'arrivée de Moutier soit effective au 1er janvier 2026.
Le 28 juin 2021, treize députés antiséparatistes du Conseil municipal de Moutier démissionnent de leurs fonctions législatives ainsi que de leurs diverses commissions en signe de protestation contre le dernier vote relatif à l'appartenance cantonale de la commune.
Le 22 septembre 2021, le Gouvernement jurassien et le Conseil-exécutif bernois signent une feuille de route relative au transfert de Moutier vers le canton du Jura. Ce document a pour objectif « encadrer les négociations en vue du changement d'appartenance cantonale de la ville » et « confirme la volonté de mettre un terme à la Question jurassienne au plus vite ». Le Gouvernement jurassien s’engage à retirer les articles 138 et 139 de sa Constitution,. Le 30 mars 2022, le Parlement jurassien entérine officiellement ce retrait afin de ne pas entraver le transfert de Moutier,.
Le 29 août 2022, lors d'une conférence tripartite réunissant les gouvernements bernois et jurassien ainsi que la Confédération, il est confirmé que la ville de Moutier doit rejoindre le canton du Jura le 1er janvier 2026,. Un projet de concordat intercantonal est mis en consultation durant l'été 2023. Après son approbation par le Gouvernement jurassien et le Conseil-exécutif bernois, celui-ci est officiellement ratifié le 24 novembre 2023. Ce concordat vise à garantir la continuité administrative, fiscale, scolaire, judiciaire et hospitalière de Moutier en vue de son transfert,,. Trois jours plus tard, le Grand Conseil bernois adopte une modification de l'article 84, alinéa 2, de la Constitution cantonale, supprimant les références à Moutier et à son ancien district,. Le 8 février 2024, le Gouvernement jurassien annonce la création, à compter du 1er janvier 2026, d'un district de Moutier, constitué uniquement de la commune de Moutier. Ce district permettra à la ville de former une circonscription électorale pour les élections au Parlement jurassien, lui donnant la possibilité d'élire 7 députés sur 60 lors des élections prévues à l'automne 2025,.
Le 6 mars 2024, les parlements bernois et jurassien approuvent le concordat intercantonal relatif au transfert de Moutier. Le Parlement jurassien l'adopte par 57 voix contre 1, avec 2 abstentions, tandis que le Grand Conseil bernois le ratifie par 112 voix contre 19, avec 26 abstentions. Le 22 septembre 2024, les citoyens des cantons de Berne et du Jura sont appelés à se prononcer conjointement sur le transfert de la commune de Moutier. L'ensemble des propositions soumises au vote a été approuvé.
Le 8 février 2024, le Gouvernement jurassien annonce la création d'un district de Moutier formé de la seule commune de Moutier pour le 1er janvier 2026. Ce district permettra à Moutier de former une circonscription pour l'élection au Parlement jurassien donc elle pourra élire 7 députés sur 60 lors des élections en automne 2025. Il s'agit d'une situation transitoire qui durera cinq ans car, aux yeux du droit fédéral, la ville est trop petite pour prétendre à un district à elle seule. Le Gouvernement étudiera plusieurs options comme la création d'un cercle électoral unique pour l'ensemble du canton. Côté bernois, le Grand Conseil bernois décide, le 27 novembre 2023, de modifier l'article 84, alinéa 2 de la Constitution cantonale bernoise en supprimant les références à Moutier et son ancien district,.
Le 6 mars 2024, les parlements bernois et jurassien approuvent le concordat intercantonal relatif au transfert de Moutier. Le Parlement jurassien l'adopte par 57 voix contre 1, avec 2 abstentions, tandis que le Grand Conseil bernois le ratifie par 112 voix contre 19, avec 26 abstentions. Le 27 mars 2024, lors de la deuxième lecture, le Parlement jurassien adopte l'acte portant approbation du concordat et l'abrogation de l'article 139 de la Constitution. Cette adoption se fait par 53 voix contre 1, avec 5 abstentions.
Le 22 septembre 2024, les citoyens des cantons de Berne et du Jura sont appelés à se prononcer conjointement sur le transfert de la commune de Moutier. Dans le canton de Berne, la votation concerne l'approbation du concordat intercantonal relatif au transfert de Moutier du canton de Berne à celui du Jura, ainsi que la suppression de la mention de « districts » dans la Constitution bernoise. Dans le canton du Jura, le scrutin porte également sur l'approbation du concordat intercantonal, mais aussi sur l'abrogation de l'article 139 de la Constitution jurassienne. En définitive, l'ensemble des propositions soumises au vote est approuvé.
Le 24 novembre 2024, les citoyens jurassiens se prononcent sur l'établissement d'un quatrième district au sein de leur canton : le district de Moutier. Le résultat s'avère favorable, avec 81,82 % des voix,. Le district prendra officiellement fonction le 1er janvier 2026.
Le 5 mars 2025, le Conseil des États approuve à l'unanimité le transfert de Moutier au canton du Jura. Le 10 mars, le Conseil national lui emboîte le pas, avec 179 voix pour et 14 contre.
Le transfert de Moutier dans la République et canton du Jura est prévu pour le 1er janvier 2026.

### Historique du territoire
- De -27 à 286 : Empire romain

Photo aérienne prise à 400 m par Walter Mittelholzer (1931).

- De 286 à 411 : Empire romain d'Occident
- De 411 à 534 : Royaume des Burgondes
- De 534 à 843 : Royaume de Bourgogne
- De 843 à 888 : Francie médiane
- De 888 à 999 : Royaume de Haute-Bourgogne
- De 999 à 1792 : Principauté épiscopale de Bâle
- De 1792 à 1793 : République rauracienne
- De 1793 à 1800 : France (Département du Mont-Terrible)
- De 1800 à 1815 : France (Département du Haut-Rhin)
- Depuis 1815 : Suisse (canton de Berne)

## Politique

### Exécutif

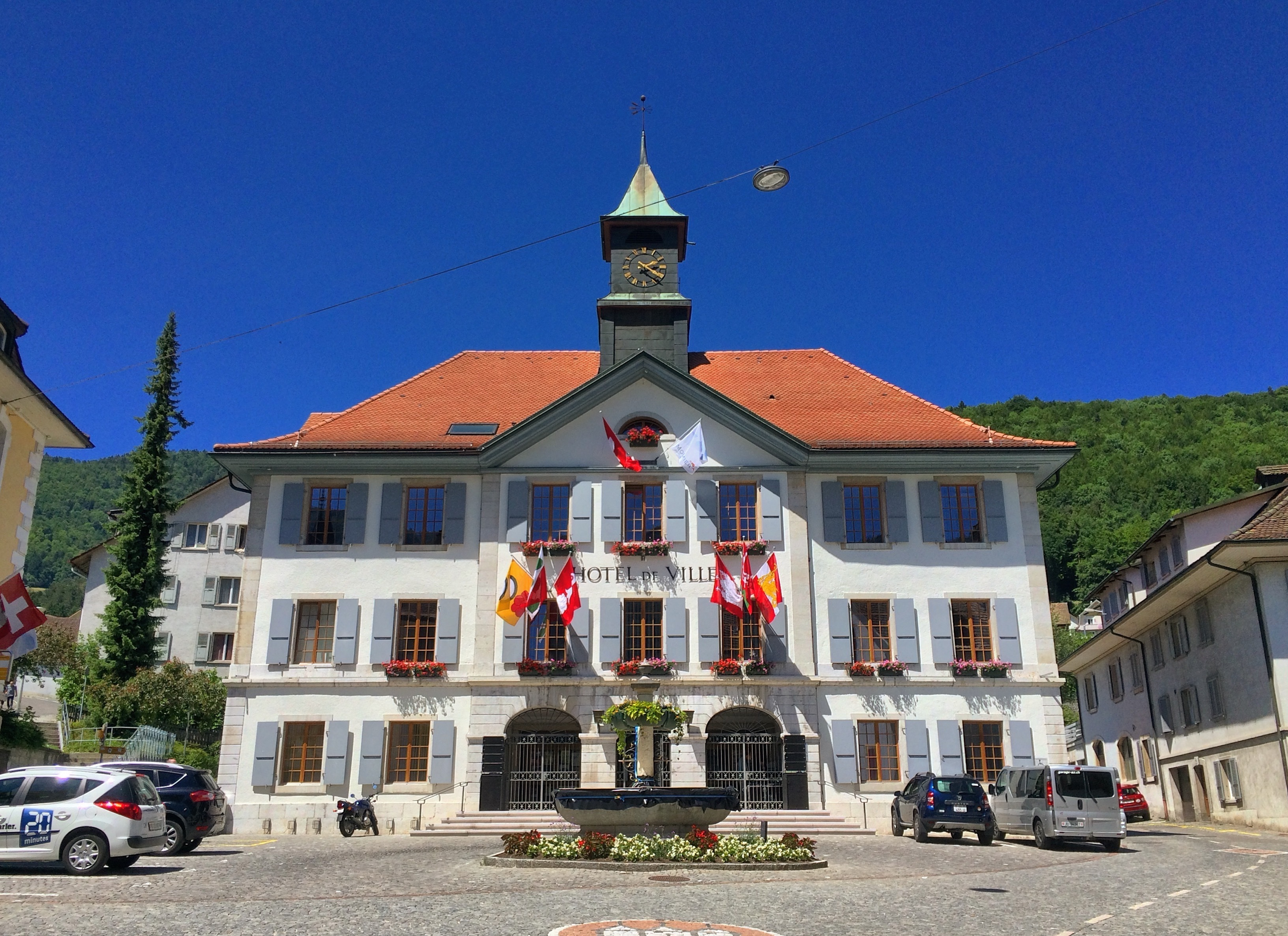
Hôtel de ville de Moutier.

Le Conseil municipal de Moutier compte neuf membres élus pour quatre ans au suffrage universel. Le maire est élu au système majoritaire et les huit autres membres au système proportionnel. Les membres actuels sont en place pour la législature 2023-2027. De plus, la commune dispose d'un chancelier.
- Marcel Winistoerfer (maire, Le Centre)
- Valentin Zuber (vice-maire, PSA)
- Pierre Sauvain (PSA)
- Pierre Coullery (PSA)
- Clément Piquerez (Le Centre)
- Pascal Eschmann (Le Centre)
- Suzanne Kohler (UDC)
- Marc Tobler (UDC)
- Stéphane Giradin (UDC)

#### Historique des maires
Liste des maires successifs (depuis 1878), :
- 1878 - 1901 : Adolphe Joray (?)
- 1902 - 1905 : Albert Joray (PRD)
- 1906 - 1907 : Ernest Bon (?)
- 1908 - 1916 : Edouard Delévaux (?)
- 1917 - 1942 : Ferdinand Degoumois (?)
- 1943 - 1957 : Henri Born (PRD)
- 1957 - 1963 : Frédéric Graf (PS)
- 1963 - 1966 : Roger Macquat (PS)
- 1966 - 1970 : Werner Strasser (PS)
- 1971 - 1976 : Albert Steullet (hors parti)
- 1976 - 1977 : Jean-Alfred Robert (PRD)
- 1977 - 1986 : Rémy Berdat (PS)
- 1987 - 1994 : Jean-Rémy Chalverat (PSA)
- 1995 - 2016 : Maxime Zuber (PSA)
- Depuis 2016 : Marcel Winistoerfer (PDC)

### Législatif
Le Conseil de Ville de Moutier compte quarante-et-un membres élus pour quatre ans au suffrage universel, selon le système proportionnel.
Pour la législature 2018-2022, le Conseil de Ville est composé de douze membres du Parti socialiste autonome (PSA), sept membres de l'Union démocratique du centre (UDC), cinq membres du Parti démocrate-chrétien (PDC), cinq membres du Parti libéral-radical (PLR), deux membres d'Interface (PSJB & PEV), trois membres du Ralliement des Prévôtois jurassiens, quatre membres du Rauraque et un membre de Moutier à Venir.
Lors du renouvellement des autorités à la suite du vote de 2021, et donc pour la dernière législature de la ville dans le canton de Berne, le Conseil de ville est composé comme suit: Parti Socialiste Autonome (PSA): 13 membres; Moutier à Venir: 10 membres; Le Centre: 6 membres; Ralliement des Prévôtois Jurassiens (RPJ): 4 membres; Le Rauraque: 3 membres; Parti chrétien social indépendant (PCSI): 2 membres; Osez Moutier ! : 2 membres; Jeunes progressistes de gauche: 1 membre.
Le Conseil de Ville a été institué en 1970. Avant cela, une Assemblée municipale réunissait régulièrement l'ensemble des citoyens de la commune.

## Industrie

### Horlogerie
En 1849, la première manufacture d’horlogerie de la ville voit le jour, il s’agit de la Société industrielle de Moutier-Grandval. D’autres usines d’horlogerie apparaissent : Lévy et Frères, qui devient la Pierce en 1938, et la fabrique de réveils SWIZA, fondée en 1904.

### Verrerie
En 1842, Auguste-Joseph-Célestin Châtelain construit la Verrerie de Moutier, sur l’emplacement d’une ancienne tannerie.

### Décolletage
En 1890, Nicolas Junker fabrique à Moutier les premières décolleteuses à poupée mobile. Il forme André Bechler, associé dès 1904 à Joseph Pétermann pour fonder l'usine Bechler et Cie, avant que les deux hommes se séparent en 1914, créant chacun leur propre usine : André Bechler SA et Pétermann.
Le nom de Tornos apparaît en 1915. Durant plusieurs années, les trois usines de Moutier (Bechler, Pétermann, Tornos) se livrent une féroce concurrence. En 1968, Tornos rachète Pétermann, et six ans plus tard Bechler et Tornos-Pétermann fusionnent pour devenir Moutier Machines Holding. La nouvelle entreprise reprend le nom de Tornos-Bechler, puis de Tornos.

## Personnalités

### Naissance à Moutier
- Cyndie Allemann, pilote automobile
- Maurice Aufair, comédien
- André Bechler, industriel
- Paul-Otto Bessire, historien
- John Bost, pasteur, fondateur des Asiles de La Force
- Jeanne Chevalier, photographe
- Robert Chodat, botaniste
- Duja, animateur radio et producteur et chanteur
- Henri-Louis Favre, personnalité politique du Jura bernois
- Charles Kleiber, architecte et haut fonctionnaire fédéral
- Nicolas Junker, industriel
- Gérard Lüthi, photographe
- Anselme Marchal, lieutenant et aviateur qui s'est illustré pendant la Première Guerre mondiale
- Ferdinand Morel, psychiatre
- Jean-François Paroz, diplomate
- Louis Moynat, architecte
- Alice Pauli, galeriste, sculpteur et artiste vaudoise
- Mauro Poggia, homme politique et avocat à Genève
- Jean-Pierre Raaflaub, acteur
- Charles Racine, poète
- André Sangsue, artiste, peintre et dessinateur
- Walter Schmied, homme politique
- Sébastien Schneeberger, homme politique
- Claude-Alain Voiblet, homme politique et fondateur du Parti libéral-conservateur
- Serge Voisard, peintre
- Jean-Claude Wicky, photographe et réalisateur

### Ayant habité à Moutier
- Steven Barras, joueur professionnel de hockey sur glace
- Armin Capaul, agriculteur, père de l'initiative pour les vaches à cornes
- Olivier Cavé, pianiste
- Pierre Coullery, médecin, syndicaliste et révolutionnaire communiste
- Auguste Moschard, conseiller d'État bernois
- Joseph Pétermann, industriel
- Max Robert, imprimeur et rédacteur et éditeur d'art

## Vie locale

### École privée
- L'École prévôtoise a été fondée en 1955 par l'industriel André Francillon, de Saint-Imier, et l'éditeur Paul Thierrin, de Fribourg.

### Manifestations
- Le Salon des industries de l'automation, des microtechniques et de la sous-traitance (SIAMS), se déroule tous les deux ans au mois de mai.
- Le Festival Stand'été a lieu une fois tous les deux ans dans l'ancien stand de tir. La programmation de la première édition de 2005 était riche de 15 spectacles, dont le point fort fut l'opéra La flûte enchantée de Mozart.
- Festival jurassien de cinéma en plein air, chaque année au mois d'août dans la cour de l'école du Clos.
- Faites la liberté (chaque année au mois de juin)
- Le Graitricks (tous les deux ans courant août-septembre) démonstration de parapente et deltaplane au pied du Graitery.
- La Braderie, fête populaire et inscrite dans la liste des traditions vivantes de Suisse, qui a lieu le dernier week-end d'août les années impaires.

### Sports
- Siège de la Fédération internationale de gymnastique (jusqu'en 2008)
- FC Moutier

### Jumelage
- Buhinyuza, Burundi (1993)[48]
- Chiril, Roumanie (2010)[49]
- Cojoci, Roumanie[49]
- Sat Lunga, Roumanie[49]

## Culture et patrimoine

### Héraldique
| Blason | Blasonnement : De gueules à un portail d'église maçonné d'argent |

## Monuments et curiosités

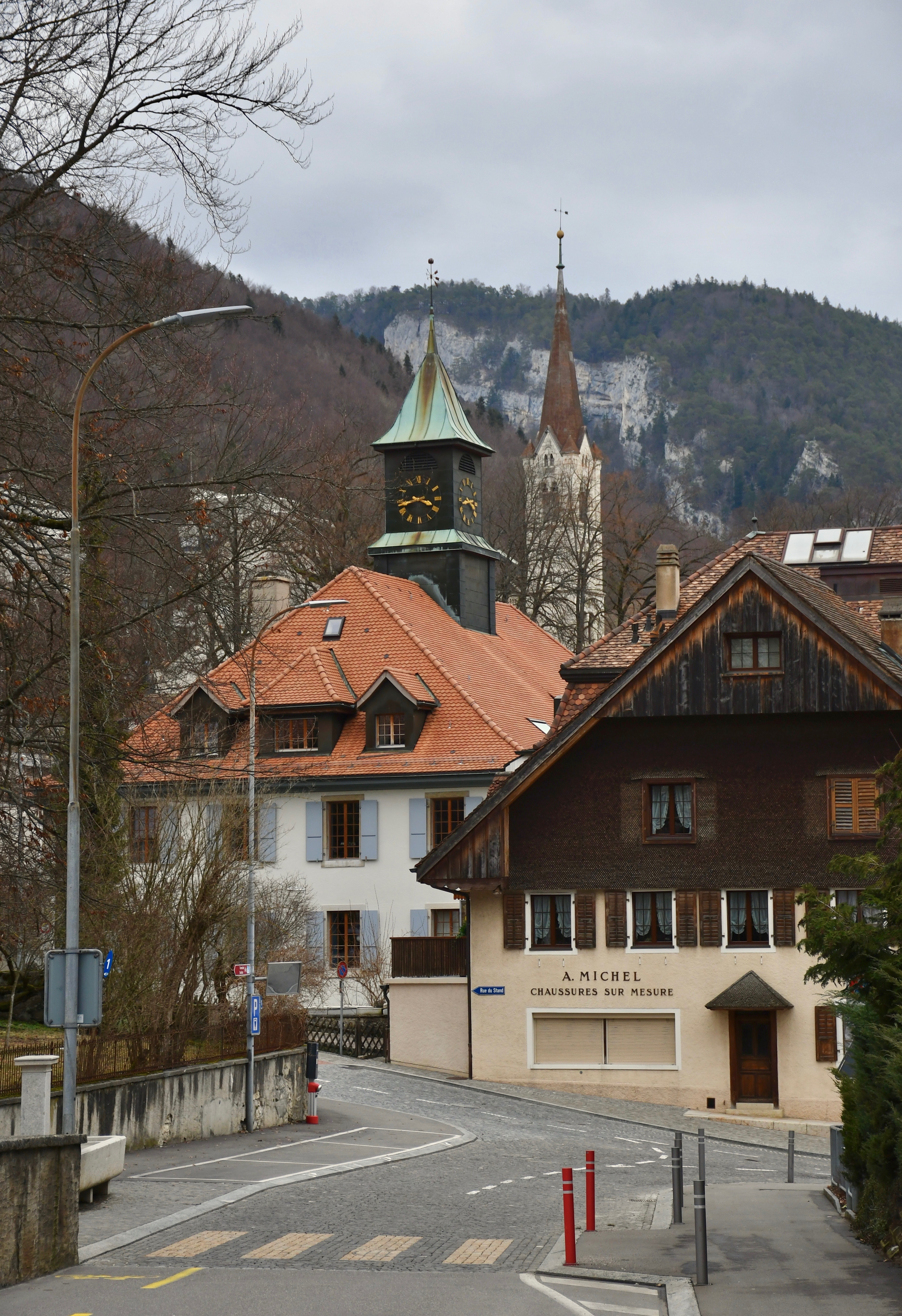
L'Hôtel de ville et le clocher de la Collégiale Saint-Germain.

### Églises et chapelles
- Collégiale Saint-Germain : église réformée de langue française fondée entre 1860 et 1863, vitraux de Coghuf et d'Yves Voirol.
- Église Notre-Dame de la Prévôté : église catholique romaine construite entre 1963 et 1967 par Hermann Baur avec des vitraux de Manessier. L'aménagement liturgique est de Henri-Georges Adam et Pierino Selmoni.
- Chapelle de la Chalière : chapelle de construction romane avec des peintures murales datant du début XIe siècle. Restaurée en 1936.
- Église réformée de langue allemande.

### Château
- Château de Moutier : reconstruit en 1738-1742, édifice très simple sous un toit Mansart, avec une belle cage d'escalier, mur d'enceinte avec deux tours rondes de la fin du Moyen Âge (reconstituées).

### Vieille ville
- Hôtel de Ville : ancienne école construite vers 1830.
- Divers bâtiments de styles néo-baroques et « Heimatstil » caractéristiques dans la rue de l'Hôtel-de-Ville et la rue Centrale.

### Stand de tir
- Ancien stand de tir, datant de 1905, transformé en salle de spectacles.

## Musées
- Musée jurassien des arts : la collection du Musée jurassien des Arts de Moutier comporte plus de 3 000 œuvres rassemblées au fil de 50 ans d’expositions.
- Musée du tour automatique et d'histoire de Moutier : musée consacré à l’histoire du tour automatique à décolleter suisse, à poupée mobile et à commande par cames. Moutier a été et reste, depuis 1880, le centre mondial de production de ce tour génial qui a révolutionné, à son origine, la fabrication de la montre.

## Transports
- Chemin de fer : gare de Moutier
  - Ligne du Jura Biel/Bienne – Grenchen-Nord – Moutier – Delémont – Bâle
  - Ligne CFF Moutier – Tavannes – Sonceboz-Sombeval
  - Ligne BLS Moutier – Solothurn
- Autoroute A16  13 Moutier nord,  14 Moutier sud